# キャッツアイ星雲
キャッツアイ星雲（キャッツアイせいうん、NGC 6543、Caldwell 6）は、りゅう座にある惑星状星雲である。現在知られている中で最も構造が複雑な星雲の一つであり、ハッブル宇宙望遠鏡による高解像度の観測によって、ノットやジェット、弧のような形など、注目すべき構造が明らかにされている。
キャッツアイ星雲は、ウィリアム・ハーシェルによって1786年2月15日に発見された。また、イギリスのアマチュア天文家であるウィリアム・ハギンズによって、1864年に惑星状星雲として初めてプリズム分光法によりスペクトルが詳しく調査された。
近年の研究によって、いくつかの謎が解明されている。構造が複雑なのは、中心にある連星系の星からの質量放出過程に原因の一部があるのかもしれないが、今のところは中心星が連星であるという直接的な証拠は見つかっていない。また、元素の存在量は、2つの異なる方法で測定した値の間に大きな食い違いがあることが分かっている。
元素組成比は衝突励起輝線から求める方法と再結合輝線から求める2つの方法がある。衝突励起輝線は再結合輝線に比べ、電子温度の依存性が強い。
そのため、電離ガスに温度ゆらぎがある場合、衝突励起輝線から求めた元素組成比よりも再結合輝線から求めたものの方が大きくなる傾向がある。

## 概要
非常によく研究されている惑星状星雲である。赤経17h58.6m、赤緯+66°38′に位置する。このように赤緯が高いということは、歴史的に最も大きな望遠鏡が位置してきた北半球から観察しやすいことを意味する。ほぼ黄道北極に位置している。
長年視直径が60-80秒程度の星雲の内側部分のみが知られていたが、ここ数年の観測から視直径が386秒以上（約6.4分）に広がっているハローが周りに存在することがわかった。中心星が赤色巨星の段階だった時に放出された物質であると思われる。
観測により、星雲の主要部分の物質密度（=電子密度）は5,000粒子/cm³、電子温度は約8,000Kであることが分かっている1。ハローの外部はそれよりいくぶん高い約15,000Kの温度で、かなり低い密度である。ハロー部の温度が高いのはハロー部（膨張速度:10km/sのオーダ）と中心星からの恒星風とのショックが原因であると思われる。
中心星は可視光で8.1等級であるが、温度が高く、高い光度を持っている。O型星であり、表面温度はおよそ80,000Kである。輝度は太陽のざっと10,000倍であり、半径は太陽の約0.65倍である。紫外域観測衛星(IUE)による分光観測から、中心星は質量を1年あたり3.2×10−7太陽質量、1秒あたり20兆トンという割合で失っていることが分かっている。この恒星風の速度は約1,900km/sである。中心星は現在、太陽質量を上回る質量を持っていると計算されているが、恒星の進化理論上の計算によると、初期の質量は太陽質量の約5倍あったと考えられる2。

## 観測
キャッツアイ星雲は、ウィリアム・ハーシェルによって1786年2月15日に発見された。また、イギリスのアマチュア天文家であるウィリアム・ハギンズによって、1864年に惑星状星雲としては初めてスペクトルが詳しく調査された。ハギンズの観測によって初めて、惑星状星雲は極めて希薄なガスで構成されているという可能性が示された。観測の初期から、NGC 6543は電磁スペクトルを用いて観測されている。

### 赤外線観測
赤外線の波長による観測は、低温のダスト（塵）の存在を明らかにした。このダストは、元々あった恒星の一生の最終段階で形成されたと考えられている。このダストは中心星からの光を吸収し、赤外域の波長において再放射している。ダストによる赤外線放射のスペクトルによると、ダストの温度は約70Kであると考えられる。
赤外線放射は、水素分子(H2)のような、イオン化されていない物質の存在も明らかにしている。多くの惑星状星雲では、分子からの放射は、多くの物質がイオン化されていない、恒星から非常に遠い距離のところで最も強くなるが、NGC 6543における水素分子の放射は、外側のハローの内側の縁が輝いていると考えられる。これは噴出物が異なる速度で運動したために生じた衝撃波がH2を励起していることによるのかも知れない。3

### 可視光線及び紫外線観測
NGC6543は、紫外線及び可視光線の波長域で詳細に観測されてきた。分光器によるこれらの波長域の観測によって、極めて多くの測定がなされ、またこれらの波長域の画像によって星雲の入り組んだ構造が明らかにされてきた。
右に示したハッブル宇宙望遠鏡による画像は擬似カラーであり、高低のイオン化している領域を強調するようにしてある。それぞれ単独にイオン化された水素（波長656.3nm：Hα）、窒素（658.4nm：[N II]、）、酸素（500.7nm：[O III]）からの光をフィルターで分離して、3枚の写真が撮影されている。Hαフィルタには[N II]654.8nmと[N II]6583.4nmの青側が混入し、[N II]フィルタには幾分Hαの赤側が混入していることに注意してほしい。これらの本当の色はそれぞれ赤、赤、緑であるが、3枚の写真はそれぞれ赤、緑、青の波長帯として合成された。この写真から、星雲の縁に主に窒素からなる2つの「キャップ」があるのが明らかになった。

### X線観測
近年のチャンドラX線天文台によるX線波長域の観測により、NGC 6543の中に非常に高温のガスが存在することが明らかになってきた。この記事の冒頭の写真はハッブル宇宙望遠鏡からの可視光線の画像とチャンドラからのX線の画像を組み合わせたものである。これは以前に放出された物質と高速の恒星風との猛烈な相互作用の結果生じたものと考えられている。この相互作用によって、星雲の内部に泡状の空洞ができた。
チャンドラ天文台は、中心星の位置に点光源があることも明らかにした。この中心星はX線を強烈に放射してはいないだろうと予測されていたので、この存在は一種のミステリーである。これは連星系の中に高温の降着円盤があるということを示唆しているのかもしれない。4

## 距離
惑星状星雲の研究における長年の問題は、惑星状星雲までの距離が一般によく分からないということである。惑星状星雲までの距離を概算する多くの方法は、一般的ないくつかの仮定に基づいているが、それらは当の惑星状星雲については非常に不正確かも知れない。
しかし近年、ハッブル宇宙望遠鏡を使った観測により、新しい方法で距離が計測できるようになった。全ての惑星状星雲は膨張しており、数年を隔てて十分に高い角分解能で観測をすると、星雲がわずかに膨張しているのが分かる。膨張量は極めて小さく、典型的には1年に数ミリ秒以下に過ぎない。しかし分光による観測で、星雲の視線方向の膨張速度がドップラー効果を使って分かる。従って、膨張角度と既知の膨張速度により、星雲までの距離が計算できるのである。
ハッブル宇宙望遠鏡による数年を隔てた観測がNGC6543までの距離を計算するのに使われた。NGC6543の膨張量（空間的なひろがり）は1年あたりおよそ10ミリ秒であり、視線方向への膨張速度は16.4km/sであることが分かった。この2つの結果を組み合わせると、NGC6543は地球からおよそ1000パーセク(3×1019 m)離れていることが分かる。5

## 年齢
星雲の半径から、星雲の年齢を見積もることもできる。星雲が一定の割合で膨張してきたとすると、1年に10ミリ秒ずつ膨張して20秒の半径に達するには約1000年かかることになる。5放出された物質は、恒星の進化のより早い段階で放出された物質や星間物質と衝突して減速されるので、これは年齢の上限であると考えられる。

## 組成
ほとんどの他の天体と同じように、NGC6543は大部分が水素とヘリウムからなり、少量のより重い元素が存在する。正確な組成は、分光器による研究で決定される。元素の存在度は一般に、最も豊富な元素である水素との比較で表される。
一般に研究が異なると元素の存在量は様々な値が出る。これは大抵、望遠鏡に取り付けられている分光計が、スリットや絞りを通して光を集めているにも関わらず、観測している天体からの光を全て集められていないことによる。つまり、異なる観測からは星雲の異なる部分の結果が出るのである。
しかしNGC6543では、水素と比較したヘリウムの存在度が0.12、炭素と窒素の存在度が共に3×10−4、そして酸素の存在度が7×10−4ということで大まかな意見の一致をみている。これは、惑星状星雲としてはまずまず典型的な存在度である。これらの物質が惑星状星雲として放出される前に起こった核合成の効果により、恒星の大気が重元素に富むようになったため、炭素、窒素、酸素の存在度が、太陽での値よりも大きくなっている。1,6
分光器による深い分析から、この星雲が少量の重元素に非常に富んだ物質を含んでいることが分かるかもしれない。これは以下で述べる。

## 運動と構造の研究
構造的には非常に複雑な星雲であり、その構造と、入り組んだ形態を生じさせた仕組みはあまりよく分かっていない。
星雲の明るい部分の構造はおおよそ、星雲の形成過程を通して物質を放出してきた中心星から噴出した物質と高速の恒星風との相互作用によって形成された。この相互作用が前述のX線を発生させる原因になっている。恒星風は星雲の内部の泡状の部分を「くりぬいて」、泡の両端で爆発が起きたように見えている。7
星雲の中心星は連星ではないかとも推測されている。2つの恒星の間で質量を移動させる降着円盤が存在することで極から相対論的ジェットが発生し、それが以前に放出された物質と相互に影響する。時間が経つと、ジェットの方向は歳差によって変化するだろう。8
星雲の内側にある明るい部分の外側には、一連の同心円状のリングがある。これは、恒星がHR図で漸近巨星分枝上にあり、惑星状星雲が形成される前に放出されたと考えられている。これらのリングは極めて均一な間隔で広がっており、リングが極めて均等な時間間隔、ほとんど同じような速度で放出されたことが、このようなリングが形成された原因であることを示唆している。9
さらに外には、恒星からかなりの距離までかすかなハローが大きく広がっている。このハローもまた、星雲の主要部分に先立って形成されている。

## 未解決の問題
集中的な研究にも関わらず、未だに多くの謎がある。内側の星雲を囲んでいる同心円状のリングは数百年の間隔で放出されたように見えるが、このタイムスケールを説明するのは非常に難しい。惑星状星雲が最初に形成される原因になる熱パルスは数万年の間隔をおいて発生すると信じられており、より小さな表面の振動は数年から数十年の間隔で起こると考えられている。同心円状のリングを形成するのに必要なタイムスケールの間中ずっと物質が放出される仕組みはまだ分かっていない。
惑星状星雲のスペクトルは連続スペクトルと重なり合った輝線スペクトルから構成されている。輝線は衝突による励起か星雲にあるイオン、あるいはイオンの電子との再結合のいずれかによって生じる。衝突励起線は再結合線より遥かに強いため、歴史的に元素の存在度を決定するのに使われてきた。しかし、近年の研究でスペクトルに見られる再結合線から推定された元素の存在度は衝突励起線から推定された元素の存在度よりおよそ3倍高いことが分かった。1この食い違いについては論争があり、非常に重元素に富んだ物質が存在している、あるいは星雲の中でかなり大きな温度の変動があるという説も出されている。